# Канифоль

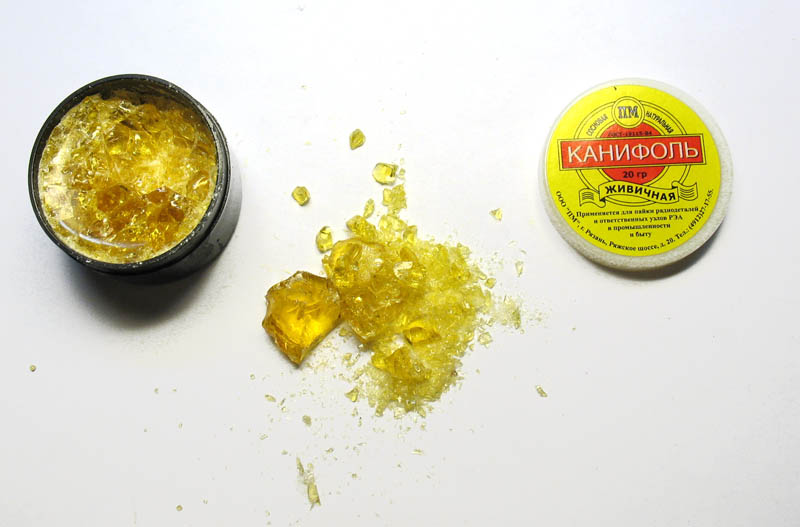
Живичная канифоль

Структура абиетиновой кислоты — основного компонента канифоли

Канифо́ль (греч. ϰολοϕωνία ῥητίνη — колофонская камедь, от Κολοϕὡν (Колофон), названия древнего города в Малой Азии) — смола хвойных деревьев, из которой удалён скипидар и другие летучие соединения. Хрупкое стекловидное аморфное вещество с характерным раковистым изломом, от светло-жёлтого до тёмно-красного и почти чёрного цвета. Состоит из смоляных кислот (от 75 до 95 %), жирных кислот и терпенов.

## Получение
Канифоль получают из живицы — смолистого вещества (терпентин), выделяющегося при ранении тканей деревьев хвойных пород, с последующим выпариванием из сырой смолы летучих веществ, в основном скипидара. Обычно соотношение количества канифоли к количеству скипидара в сырой смоле 3:1.
Также в промышленности канифоль получают экстракцией из измельчённой древесины органическими растворителями или перегонкой сырого таллового масла — отхода целлюлозно-бумажного производства.
В зависимости от сырья и метода получения канифоль называют сосновой канифолью (гарпиус), талловой канифолью и так далее.
Канифоль растворима в органических растворителях (спирте, изопропиловом спирте, ацетоне, эфире, бензоле, хлороформе), нерастворима в воде. Температура размягчения и плавления зависит от источника и способа получения и колеблется в пределах от 50—70 °C до 100—130 °C. В химическом составе преобладают смоляные кислоты (от 75 до 95 %), имеющие общую формулу C19H29COOH, основной из этих смоляных кислот является абиетиновая кислота).

## Применение

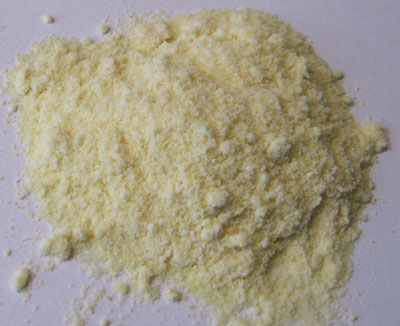
Порошок канифоли

Канифоль и продукты её обработки применяют для проклейки бумаги и картона, как эмульгатор в производстве синтетического каучука, в производстве резин, пластмасс, искусственной кожи, линолеума, мыла, лаков и красок, электроизоляционных мастик и компаундов.
Широко применяется в качестве флюса при лужении и пайке легкоплавкими припоями для растворения плёнок оксидов на поверхности спаиваемых металлов и припоя, что улучшает смачиваемость поверхности металлов припоем. Применяется при пайке деталей из медных сплавов и меди, цинка и других цветных металлов (непригодна для пайки алюминия и алюминиевых сплавов).
Кроме того, канифолью натирают смычки струнных смычковых музыкальных инструментов, обувь балетных танцовщиков и балерин для предотвращения скольжения (точнее, применяется особый порошок для опудривания стоп ног и балетной обуви (пуанты и балетки)). Делается это для увеличения трения обуви по полу и предотвращения соскальзывания обуви с пятки ноги, если под обувь на ногу надето капроновое трико.
Порошок канифоли применяют и в тяжёлой атлетике, бейсболе, альпинизме. Использование порошка канифоли при занятиях на турнике позволяет чётко зафиксировать хват, избежать скольжения рук и появления мозолей.
Ранее канифолью натирали также ремённые передачи в механизмах, но с появлением и широким применением механических устройств для натяжения приводных ремней канифоль для этого практически не используется, кроме случаев запуска механизмов с большой инерцией, когда возможно проскальзывание ремней или лент (например запуск кривошипного станка с массивным маховиком в первый момент времени оказывает значительное сопротивление, после его раскручивания сопротивление уменьшается иногда в десятки раз).
Канифоль (гарпиус) применялась и для осмолки, то есть защиты от влаги различных деревянных конструкций.
Также используется для натирания кончика бильярдного кия при игре в бильярд.
Мелкодисперсный порошок канифоли применяют для имитации дыма при съёмках в киноиндустрии.
При добавке к лакам на основе твёрдых смол повышает их текучесть. Лаки на основе чистой канифоли очень мягки и нестойки, под действием влаги легко белеют, легко стираются. Современные лаки на основе канифоли получаются посредством этерификации глицерина канифолью, то есть сплавлением глицерина с канифолью с получением эфира канифоли (смесь глицеридов смоляных кислот).
Использовалась для изготовления лака в Италии с IX в. и называлась Pica greca.
Глицериновые эфиры канифоли зарегистрированы в качестве пищевой добавки E915 (как глазирователь), а эфиры глицерина и смоляных кислот — в качестве пищевой добавки E445 (как жирорастворимый эмульгатор).

### Паяльный флюс

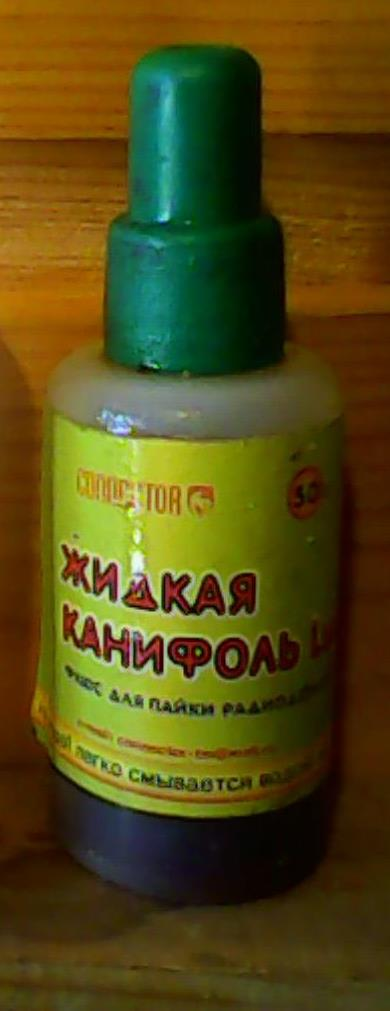
Жидкая канифоль

Применение сосновой канифоли в качестве паяльного флюса обусловлено её кислотностью. Канифоль состоит из смоляных кислот (от 75 до 95 %). В расплавленном состоянии активность кислот возрастает, и она растворяет оксидные плёнки на поверхности спаиваемых металлов. Химически при этом оксиды металлов превращаются в соли смоляных кислот — резинаты. Диапазон температур применения сосновой канифоли и очищенной канифоли сильно ограничен, она классифицируется как низкотемпературный флюс. Канифоль в сухом и чистом виде является диэлектриком. В процессе применения канифоль превращается в загрязнение, которое в электротехнике РЭА обычно удаляется. Необходимость удаления жидких флюсов на основе канифоли после пайки связана с тем, что они могут создавать слои с паразитной электролитической проводимостью на поверхности плат, которые, во-первых, слегка шунтируют электрические цепи, а во-вторых, могут приводить в результате электролиза к постепенному росту металлических дендритов, которые замыкают цепи.
Для пайки сильно загрязнённых или сильно окисленных поверхностей канифоль малоэффективна, поэтому промышленностью выпускается активированная канифоль, которая содержит дополнительные кислоты.
В радиолюбительской практике для пайки был популярен раствор канифоли в этиловом или изопропиловом спиртах (жидкая канифоль, ФКСп).

### Смычковая канифоль
Применяется для натирания волоса смычков для игры на музыкальных инструментах с целью создания необходимой силы трения между волосом и струной. В своём составе может содержать дополнительные компоненты: пчелиный воск, касторовое масло и другие. Для смычков контрабаса вырабатывается особый вид канифоли.